# Guylaine St-Onge
Guylaine St-Onge (* 3. März 1965 in Saint-Eustache, Québec; † 3. März 2005 in Toronto, Ontario; manchmal Guylaine St. Onge bzw. Guylaine Saint-Onge) war eine kanadische Schauspielerin.

## Leben und Leistungen
St-Onge arbeitete als Fotomodell und Tänzerin. Danach trat sie in verschiedenen Fernsehserien und Filmen auf, etwa im Filmdrama Angel Eyes (2001) mit Jennifer Lopez und One Way Out – Jedes Spiel hat seinen Preis (2002) mit James Belushi.
Im Jahr 2003 wurde sie gemeinsam mit fünf anderen Schauspielern für die beste schauspielerische Leistung für Year of the Lion bei den Gemini Awards nominiert.
Sie starb am 3. März 2005 an Gebärmutterhalskrebs. Sie hinterließ ihren Ex-Mann David Nerman und den gemeinsamen Sohn Aiden, der zu diesem Zeitpunkt neun Jahre alt war.

## Filmografie
- 1988: Krieg der Welten (War of the Worlds) (Folge: To Heal the Leper)
- 1989: Alfred Hitchcock Presents (Folge: The Big Spin)
- 1989: Mount Royal (Fernsehserie)
- 1990: Neon Rider (Folge: Nowhere to Run)
- 1991: Montreal Sextet (Montréal vu par...)
- 1991, 1992: Lightning Force (Fernsehserie)
- 1992: Auf eigene Faust (Counterstrike) (Folge: D.O.A.)
- 1993: Operation Golden Phoenix
- 1993: Matrix (Folge: The Yellow Chamber)
- 1995: Knock Out (No Exit)
- 1995: Kung Fu – Im Zeichen des Drachen (Kung Fu: The Legend Continues) (Folge: The Sacred Chalice of I-Ching)
- 1995: Side Effects – Nebenwirkungen (Side Effects) (Folge: Paying the Price)
- 1995, 1996: Lonesome Dove: The Outlaw Years (Folgen: The Return, Bounty, The Robbery, Angel)
- 1997: Outer Limits – Die unbekannte Dimension (The Outer Limits, Fernsehserie, Folge: Bodies of Evidence)
- 1997: Fast Track – Im Rausch der Geschwindigkeit (Fast Track) (Fernsehserie)
- 1997: PSI Factor – Es geschieht jeden Tag (PSI Factor – Chronicles of the Parnormal, Fernsehserie, 1 Folge)
- 1999: Foolish Heart (Folge: The Correct Decision)
- 1999: Nikita (La Femme Nikita) (Folge 3.12: Schmerzgrenze bzw. Threshold of Pain)
- 2000: Mama – Voll cool (Virtual Mom)
- 2000: Full Frontal
- 2000: Code Name: Eternity – Gefahr aus dem All (Code Name: Eternity) (Folge: Watery Grave)
- 2001: Largo Winch – Gefährliches Erbe (Largo Winch: The Heir)
- 2001: Mission Erde: Sie sind unter uns (Earth: Final Conflict) (Folge: Blood Ties)
- 2001: Angel Eyes
- 2001: Gemeinsam stirbt sich’s besser (Dead by Monday)
- 2002: Mutant X (Folge: Whiter Shade of Pale)
- 2002: Glückstag (Lucky Day)
- 2002: One Way Out
- 2003: Highwaymen
- 2003: Year of the Lion
- 2003: Do or Die